# ملعب مفلح عواد
ملعب مفلح عواد (بالفرنسية: Stade de Meflah Aoued)‏ هو ملعب متموضع في وسط مدينة معسكر. وهو واحد من أقدم ملاعب كرة القدم في الجزائر. ويتسع ل15000 (15 ألف) متفرج.

## مباريات مهمة
| Date | Match                                 | Résultat | Type        |
| ---- | ------------------------------------- | -------- | ----------- |
| 1930 | فالنسيا إسبانيا -و- مونبلييه فرنسا    | 0 - 0    | مباراة ودية |
| 1949 | غالي معسكر الجزائر -و- نادي سيت فرنسا | 1 - 1    | مباراة ودية |

## وصلات خارجية
- (بالعربية) الموقع الرسمي للاتحادية الجزائرية لكرة القدم